# U-Roy
U-Roy właśc. Ewart Beckford (ur. 21 września 1942 w Kingston na Jamajce, zm. 17 lutego 2021) – jamajski muzyk reggae.

## Życiorys
Swoją karierę rozpoczął jako soundsystemowy DJ w 1961, współpracując z Doctor Dickies, później znanym jako Dickies Dynamic. Jego inspiracją był DJ Winston Count Machuk, który współpracował pracował wtedy dla Coxsone Dodd, a później z Prince Buster's Voice Of The People sound system.
W połowie lat 60. był DJ-em współpracującym z Sir George The Atomic i grywał w okolicy Maxfield Avenue w Kingston. Około 1967 roku zaczął swoją współpracę z King Tubby jako DJ w Tubby’s Home Town Hi-Fi. Rozstali się jednak po tym jak King Tuby wymyślił zupełnie nowy rodzaj muzyki zwany DUB, w którym głos U-Roya był zbędny. W 1969 roku U-Roy został zaproszony do współpracy przez Dodd's Down Beat soundsystem. Był jednak niezadowolony z tej współpracy – grał tam zawsze jako drugi DJ. Wrócił wiec do Tubby’s Home Town Hi-Fi. Wtedy jego kariera rozkręciła się na dobre, gdy tylko nagrał dwie płyty wydane przez Lee Perry’ego. Później zaczął nagrywać dla Duke'a Reida, używając podkładów rocksteady Duke’a z lat 1966–1967. Jego pierwsze nagranie, "Wake The Town", od razu trafiło na pierwsze miejsca jamajskich rozgłośni radiowych. Kolejne dwa nagrania, "Rule The Nation" i "Wear You To The Ball", wkrótce również tam trafiły. Te trzy nagrania utrzymywały swoje czołowe miejsca na listach przebojów przez 12 tygodni w 1970 roku. U-Roy nagrał dla Reida 32 utwory.
Od 1973 roku nagrywał dla innych producentów, wliczając Alvin Ranglin, Bunny Lee, Glen Brown i Lloyd Charmers, sam również produkował. Powstanie kolejnego pokolenia DJ zaćmiło sławe U-Roya. W 1975 stworzył serie albumów dla Prince Tony Robinson, które zostały wysłane do Virgin Records w Wielkiej Brytanii, gdzie DJ-e zaczynali już używać w swoich setach wczesnych hitów nagranych z Reidem w stylu rocksteady. Został zaproszony do Londynu w sierpniu 1976 roku. Tam stworzył soundsystem o nazwie Stur-Gav, we współpracy z Ranking Joe oraz selektorem Jah Screw. Po rozpadzie soundystemu w 1980 roku powrócił na Jamajkę i reaktywował go wraz z Charlie Chaplin, Josey Wales, oraz Inspector Willie. U-Roy kontynuował nagrywanie przez lata 80. W roku 1984 wydał singel dla Gussie Clarke, oraz dwa albumy dla Tapper Zukie i Prince Jazzbo, w 1986 i 1987 roku. W 1991 zagrał koncert w Hammersmith Palais w Londynie.

## Dyskografia
winyle
- (1976) Nana Bannana
- (1994) Originator
- (1998) Everybody Bawling
- (1998) Lovers Rock
- (1999) Don't Cut Your Dreadlocks
- (1999) Dreamland
- (2000) Know Yourself

Albumy
- (1972) Version Galore & Words of Wisdom
- (1973) Version Galore
- (1974) U-Roy
- (1975) Dread in a Babylon
- (1976) Original DJ
- (1977) Small Axe
- (1977) Dreadlocks in Jamaica
- (1977) Rasta Ambassador
- (1978) Jah Son of Africa
- (1978) Natty Rebel
- (1979) With Words of Wisdom
- (1987) Line up and Come
- (1987) Music Addict
- (1990) Version of Wisdom
- (1991) True Born African
- (1992) Rock With I
- (1993) Smile a While
- (1995) With a Flick of My Musical Wrist
- (1995) Your Ace from Space
- (1996) Babylon Kingdom Must Fall
- (1999) The Lost Album--Right Time Rockers
- (1999) Seven Gold
- (2000) Serious Matter
- (2000) The Teacher Meets The Student
- (?) Flashing My Whip

Albumy na żywo
- (1998) Reggae Live Sessions Vol.1
- (?) Live at the Lyceum

Kompilacje
- (?) The Best Of U Roy
- (1983) Crucial Cuts
- (1993) Musical Vision
- (1994) U-Roy/ Three Disk Box Set
- (1994) Super Boss
- (1999) Trenchtown Rock
- (?) U-Roy & Friends